# Serengeti
Serengeti je ekosustav prostranih savana u sjevernoj Tanzaniji i jugozapadnoj Keniji na oko 30.000 km², u kojemu se događa najveća seoba sisavaca na svijetu, koju često zovu "Deseto svjetsko čudo prirode". Ime mu na jeziku Masaia znači "beskrajne ravnice". Područje ekosustava Serengeti obuhvaća i zaštićeni rezervat Ngorongoro (u kojemu obitava oko 40.000 pripadnika plemena Masai) sa smještajem za turiste u Ngorongoro Wildlife Lodge, te rezervat Maswa i park prirode Maasai Mara, površine 320 km², a u kojem je lov dozvoljen (?), a postoji i mogućnost obilaska balonom. U ovom području živi 70 vrsta velikih sisavaca i oko 500 vrsta ptica. 
Klima Serengetija je vruća i suha. Glavna kišna sezona traje od ožujka do svibnja, i kraćim kišama u desetom i jedanaestom mjesecu. Temperature na visinama od 920 do 1,850 metara iznose od 15-25 stupnja celzijusa; najhladnije je od lipnja do listopada, napose navečer.

## Nacionalni park
Godine 1951. stvoren je nacionalni park za potrebe očuvanja prirodnog staništa za oko 2 milijuna gnuova, 500.000 thomsonovih gazela, 250.000 zebri, bivola, lavova i drugih životinja. Bez sumnje je jedan od najpoznatijih utočišta divljih životinja na svijetu, koji se prostire na 14.763 km² između jezera Victoria na zapadu, jezera Eyasi na jugu, i Velike rasjedne doline na istoku. On je 1981. godine upisan na UNESCO-ov popis mjesta svjetske baštine u Africi kao "mjesto gdje se odvija jedno od najdojmljivijih prirodnih događaja na svijetu, godišnja seoba milijuna velikih biljojeda u potrazi za trajnijim izvorima vode, a koje prate njihovi grabežljivci".
Svake godine u svibnju i lipnju velika krda gnuova i zebra se uputi od središnjih ravnica Serengetija prema zapadnim velikim trajnim lokvama vode. Njih prate i manja krda antilopa, elanda i topi gazela, ali i čopori lavova (do 3.500 primjeraka odjednom), pjegavih hijena i šakala, a prije i čopori afričkih divljih pasa (nestali na ovom području 1991.).
Od ostalih sisavaca na ovom području tu su: crni nosorog (jako ugrožen i pretpostavlja se da ih ima tek nekoliko primjeraka), afrički slon (ugrožen i imao je tek 1.357 primjeraka 1994. god.), leopard, gepard, žirafa, vodenkonj i mnogo vrsta manjih sisavaca.
Predsjednik Tanzanije, Jakaya Kikwete, je 2010. godine predložio izgradnju autoceste kroz NP Serengeti, za koju mnogi smatraju kako bi ona trajno i nepopravljivo ugrozila ekosustav Serengetija. Koncem lipnja 2011. godine vlada je zbog svjetskog medijskog pritiska odustala od izgradnje ceste preko Serengetija, ali će izgraditi cestu uz sam rub parka.
- Balon iznad rijeke Grumeti
- Akacija u NP Serengeti
- Ravnice Serengetija
- Lavica u NP Serengeti
- Velika seoba u Serengetiju

## Vanjske poveznice
- Službena stranica NP Serengeti